# Arthur Chichester, 8. Baronet
Sir Arthur Chichester, 8. Baronet (* 4. Oktober 1822 in Youlston Park; † 13. Juli 1898 in Youlston Park) war ein britischer Adliger.
Arthur Chichester entstammte einer Linie der Familie Chichester, einer alten Familie der Gentry aus Devon. Er war der älteste Sohn von Sir Arthur Chichester, 7. Baronet und von dessen Frau Charlotte Hamlyn-Williams. Er besuchte das Eton College und trat danach als Offizier in die British Army ein. Bis 1847 hatte er den Rang eines Captain der 7th Hussars erreicht. Nach dem Tod seines Vaters 1842 erbte er dessen Besitzungen, darunter das Herrenhaus Youlston Park bei Barnstaple und den Titel Baronet, of Raleigh in the County of Devon. Später diente er als Friedensrichter und als Deputy Lieutenant von Devon. 1862 wurde er Honorary Colonel der North Devon Yeomanry Cavalry. Er geriet jedoch in finanzielle Schwierigkeiten und musste um 1870 seinen Bankrott erklären. Als Folge davon musste er 1879 große Teile des Parks seines Wohnsitzes Youlston Park verpachten.
Chichester hatte am 20. November 1847 Mary Nicholetts, eine Tochter von John Nicholetts geheiratet. Mit ihr hatte er mehrere Kinder, darunter:
- Beatrice Chichester († 1931)
- Norah Chichester († 1933)
- Geraldine Chichester († 1930)
- Sir Edward Chichester, 9. Baronet (1849–1906)
- Henry Chichester (1851–1929)
- Evelyn Chichester (um 1854–1947)
- Gerard Chichester (1859–1906)
- George Chichester (1865–1933)
- Charles Chichester (1868–1938)
- Orlando Chichester (1873–1933)

Nach dem Tod seiner ersten Frau heiratete er am 23. Januar 1883 Rosalie Chichester, die Witwe seines entfernten Verwandten Sir Bruce Chichester, 2. Baronet (of Arlington Court). Die Ehe blieb kinderlos. Sein Erbe wurde sein ältester Sohn Edward Chichester. Sein jüngerer Sohn Charles Chichester war der Vater des Weltumseglers Francis Chichester.